# Palazzo dei divertimenti
Il Palazzo dei Divertimenti (in russo Потешный дворец?, Potešnij dvorec) è un piccolo edificio di Mosca situato all'interno del Cremlino di Mosca. L'edificio relativamente risale alla metà del XVII secolo ed è servito originariamente come residenza boiarda all'inizio dell'epoca moderna russa.
Il palazzo è situato direttamente al di sopra della porzione occidentale delle mura del Cremlino, nelle vicinanze della Torre della Trinità (Tróitskaya) e del Palazzo di Stato del Cremlino.